# Crewe (Virginie)
La ville américaine de Crewe est située dans le comté de Nottoway, dans le Commonwealth de Virginie. Lors du recensement de 2010, sa population s’élevait à 2 326 habitants.

## Source
- (en) Cet article est partiellement ou en totalité issu de l’article de Wikipédia en anglais intitulé « Crewe, Virginia » (voir la liste des auteurs).